# Земеделие в Сърбия
Земеделието в Сърбия е важна част от сръбската икономика с годишна печалба от износ на стойност 12 млрд. евро. Общата площ на обработваемите земи надвишава 6,12 милиона акра. Селскостопанството производство в най-голяма степен е в Северна Сърбия, в плодородната Среднодунавска низина и в южните долини, които са в непосредствена близост до реките Сава, Дунав и Морава. Намаляването на селскостопанските дейности се наблюдава от 1948 г., когато почти три четвърти от населението на страната се занимава със земеделие, а в момента около една четвърт.

## Производство
Сърбия произвежда основно зърнени храни, плодове и зеленчуци, които са основно част от БВП и износа на страната. Сърбия се нарежда на второ място в света по отглеждане на малини (84 299 тона) и сливи (146 776 тона). Също така тя е основен производител на царевица (6 158 120 тона, 32-ро място в света) и пшеница (2 095 400 тона, 35-о място в света). Излишъкът от отглеждане на захарно цвекло се изнасят към Европейския съюз.

## Вино
Сръбските лозя заемат площ приблизително равна на 70 000 хектара, от които се добиват около 425 000 тона грозде годишно. Сърбия е в топ 15 на най-големите страни-производители на вино.
Най-известните вина са Belgrade Seedless, Prokupac, Sauvignon, „Italian Riesling“, Cabernet, Шардоне, Бяла и Червена Burgundy, Hamburg, Muscat, Afus Ali, Vranac, Tamjanka, Krstac, Smederevka и на Tihomir.

## Плодове
Овощните градини заемат 310 000 хектара обработваема земя. Количеството произведени плодове в тонове (2012):
- Ябълка 178 713
- Гроздето 263 419
- Праскова 894 53
- Круша 39 112
- Слива 391 485
- Малина 70 320
- Череша 74 656

## Известни компании
- Fresh&Co – една от най-големите компании за производство на плодови сокове в Югоизточна Европа
- Nektar –отглежда плодове
- Malina Produkt (First Fruit) – отглежда на плодове
- Mondi Foods (Mondi Serbia) - отглежда на плодове